# 24،25 ثنائي هيدروكسي كوليكالسيفيرول
24،25 ثنائي هيدروكسي كوليكالسيفيرول (بالإنجليزية: 24,25-Dihydroxycholecalciferol)‏ صيغته جزيئية C27-H44-O3، هو مركب مقارب لكالسيتريول، الشكل غير الفعال لفيتامين د3.

## مخطط تفاعلي
اضغط على المورثة أو البروتين أو المادة للذهاب إلى المقالة المتعلقة بها.
1. ↑  يمكن تعديل مخطط مسار التكوين التفاعلي في  ويكيباثويز: "VitaminDSynthesis_WP1531".